# Lijst van voetbalinterlands Andorra - Georgië (vrouwen)
Deze lijst van voetbalinterlands is een overzicht van alle officiële voetbalinterlands tussen de nationale vrouwenteams van Andorra en Georgië. De landen hebben tot nu toe drie keer tegen elkaar gespeeld.

## Wedstrijden
| № | Plaats           | Datum            | Competitie                       | Wedstrijd         | Uitslag |
| - | ---------------- | ---------------- | -------------------------------- | ----------------- | ------- |
| 1 | Ta' Qali         | 9 april 2015     | EK 2017 kwalificatie             | Andorra − Georgië | 0 − 7   |
| 2 | Tbilisi          | 21 februari 2025 | UEFA Women's Nations League 2025 | Georgië − Andorra | 2 − 1   |
| 3 | Andorra la Vella | 30 mei 2025      | UEFA Women's Nations League 2025 | Andorra − Georgië | 1 − 2   |

## Samenvatting
| Competitie                  | Totaal gespeeld | Winst Andorra | Gelijk | Winst Georgië | Doelsaldo Andorra – Georgië |
| --------------------------- | --------------- | ------------- | ------ | ------------- | --------------------------- |
| EK kwalificatie             | 1               | 0             | 0      | 1             | 0 − 7                       |
| UEFA Women's Nations League | 2               | 0             | 0      | 2             | 2 − 4                       |
| Totaal                      | 3               | 0             | 0      | 3             | 2 − 11                      |